# Astrocaryum ferrugineum
Astrocaryum ferrugineum är en enhjärtbladig växtart som beskrevs av Francis Kahn och B.Millán. Astrocaryum ferrugineum ingår i släktet Astrocaryum och familjen Arecaceae. Inga underarter finns listade i Catalogue of Life.